# آندره رینولدز اسمیت
آندره رینولدز اسمیت (انگلیسی: Andrew Reynolds Smith؛ زادهٔ ۱۹۶۶) کارآفرین، بازرگان و مدیر ارشد اجرایی بریتانیایی است، که در حال حاضر به‌عنوان مدیر عامل اجرایی گروه اسمیتس فعالیت می‌کند.